# ایگور پوستونیسکی
ایگور پوستونیسکی (انگلیسی: Igor Postonjski؛ زادهٔ ۴ فوریهٔ ۱۹۹۵) بازیکن فوتبال اهل کرواسی است که در پست هافبک دفاعی برای باشگاه فوتبال تراکتور در لیگ برتر خلیج فارس بازی می‌کند. 
از باشگاه‌هایی که در آن بازی کرده است می‌توان به باشگاه فوتبال اینتر زاپرشیچ اشاره کرد.
وی همچنین در تیم ملی فوتبال زیر ۱۵ سال کرواسی بازی کرده است.

## افتخارات

#### تراکتور
- لیگ برتر خلیج فارس (۱): ۰۴–۱۴۰۳